# Gobiodon prolixus
Gobiodon prolixus är en fiskart som beskrevs av Richard Winterbottom och Antony S. Harold 2005. Gobiodon prolixus ingår i släktet Gobiodon och familjen smörbultsfiskar. Inga underarter finns listade i Catalogue of Life.